# Woodbury (Tennessee)
Woodbury és una població dels Estats Units a l'estat de Tennessee. Segons el cens del 2000 tenia 2.428 habitants.

## Demografia
Segons el cens del 2000, Woodbury tenia 2.428 habitants, 1.052 habitatges, i 608 famílies. La densitat de població era de 541,9 habitants/km².
Dels 1.052 habitatges en un 27,3% hi vivien nens de menys de 18 anys, en un 37,1% hi vivien parelles casades, en un 16,6% dones solteres, i en un 42,2% no eren unitats familiars. En el 39,5% dels habitatges hi vivien persones soles el 19,7% de les quals corresponia a persones de 65 anys o més que vivien soles. El nombre mitjà de persones vivint en cada habitatge era de 2,16 i el nombre mitjà de persones que vivien en cada família era de 2,88.
Per edats la població es repartia de la següent manera: un 23,1% tenia menys de 18 anys, un 10,2% entre 18 i 24, un 23,4% entre 25 i 44, un 21,7% de 45 a 60 i un 21,6% 65 anys o més.
L'edat mediana era de 40 anys. Per cada 100 dones de 18 o més anys hi havia 71,8 homes.
La renda mediana per habitatge era de 23.846 $ i la renda mediana per família de 33.889 $. Els homes tenien una renda mediana de 28.636 $ mentre que les dones 19.231 $. La renda per capita de la població era de 17.557 $. Entorn del 17,9% de les famílies i el 23,1% de la població estaven per davall del llindar de pobresa.

## Poblacions més properes
El següent diagrama mostra les poblacions més properes.